# Gbégourou
Gbégourou ist eine Stadt und ein Arrondissement im Departement Borgou im westafrikanischen Staat Benin. Es ist eine Verwaltungseinheit, die der Gerichtsbarkeit der Kommune N’Dali untersteht.

## Demografie und Verwaltung
Gemäß der Volkszählung 2013 des beninischen Statistikamtes INSAE hatte das Arrondissement 11.612 Einwohner, davon waren 5874 männlich und 5738 weiblich.
Von den 64 Dörfern und Quartieren der Kommune N’Dali entfallen sieben auf Gbégourou:
1. Alafiarou
2. Binassi
3. Darnon
4. Douroubé
5. Gbégourou
6. Guessou
7. Sinawourarou